# Pooyan
 (janvier 2015).
Si vous disposez d'ouvrages ou d'articles de référence ou si vous connaissez des sites web de qualité traitant du thème abordé ici, merci de compléter l'article en donnant les références utiles à sa vérifiabilité et en les liant à la section « Notes et références ».
Pooyan (プーヤン) est un jeu d'arcade de type shoot them up publié par Konami en 1982.

## Système de jeu
Le jeu se focalise sur Mama, une truie, qui doit défendre et sauver ses petits. Mama est dans un ascenseur coulissant, que le joueur contrôle. Des loups s'envolent à l'aide des ballons et c'est au joueur de tirer des flèches vers les loups afin d'exploser leurs ballons avant qu'ils atteignent le sommet.